# Tegnérlunden 5

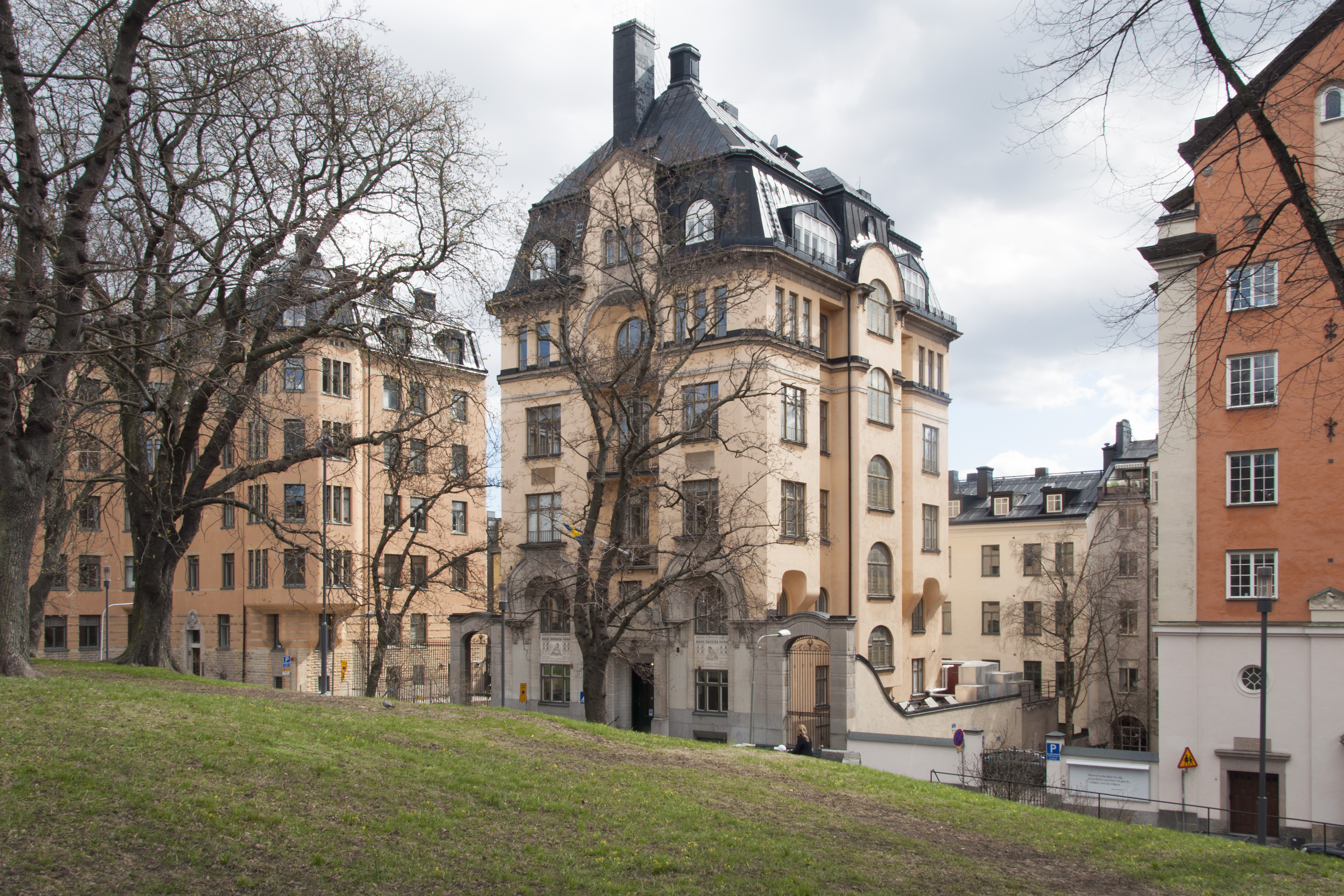
Tegnérlunden 5 som sedan 1973 inhyser Enskilda Gymnasiet.

Tegnérlunden 5 är adressen till en skolbyggnad vid Tegnérlunden på Norrmalm i Stockholm, som började byggas 1906 för Wallinska skolan efter ritningar av arkitekterna Hagström & Ekman.
Byggnaden utformades som en fristående villa i en trädgård. Bönsalen med sina höga fönster hade prägel av en elegant teaterlokal. 
Wallinska skolan huserade där till 1939. Byggnaden inrymmer sedan 1973 Enskilda Gymnasiet.